# Tripel Karmeliet
Tripel Karmeliet  (нид.) — марка бельгийского аббатского пива в стиле эль, производящаяся пивоварней Brouwerij Bosteels в г. Бюггенхаут, Дендермонде, провинция Восточная Фландрия, северная Бельгия.

## История
Tripel Karmeliet производится с 1996 г. по аутентичному рецепту пива 1679 г., происходящему из бывшего кармелитского монастыря в г. Дендермонде. Созданный более 300 лет назад, этот рецепт описывает использование трёх видов зерна в пивоварении: пшеница, овёс и ячмень.
Название Tripel Karmeliet ("Тройная Кармелита"), таким образом, связано с традицией использовать три злака для производства пива.
В августе 2008 г. пиво получило награду World's Best Ale на World Beer Awards 2008 г.

## Характеристики
Tripel Karmeliet — светлое пиво бронзово-золотистого цвета, лёгкой хмелевой горчинкой, гармоничным фруктовым вкусом бананов и ванили и богатым букетом ароматов с оттенками ванили, апельсина и цитрусовых. Рекомендуемая температура подачи 6–9°C.